# Antonio Sanseverino
Pour les articles homonymes, voir Sanseverino (homonymie).
Pour les autres membres de la famille, voir Famille Sanseverino.
Antonio Sanseverino (né vers 1477 à Naples et mort le 17 août 1543 à Rome) est un cardinal italien du XVIe siècle.
D'autres cardinaux de la famille Sanseverino sont Guglielmo Sanseverino (1378), Federico Sanseverino (1489, Lucio Sanseverino (1621) et  Stanislao Sanseverino (1816).

## Biographie
Antonio Sanseverino est prélat de l'ordre de Saint-Jean de Jérusalem. Il est créé cardinal par Léon X, mais sa création n'est pas publiée et il n'est pas reconnu comme cardinal.
Clément VII le crée cardinal lors du consistoire du 21 novembre 1527. Le cardinal Sanseverino est nommé archevêque de Tarente en 1528 et administrateur de Conversano en 1529. Il est consacré le 21 décembre 1531 par Clément VII avec comme co-consécrateurs Alexandre Farnèse, Antonio Maria Ciocchi del Monte et Andrea Della Valle. À partir de 1543 il est vice-doyen du Collège des cardinaux.

## Succession apostolique
Antonio Sanseverino a ordonné les évêques suivants :
- Cardinal Giovanni Michele Saraceni (1536)